# 老若男女
| ウィキペディアには「老若男女」という見出しの百科事典記事はありません（タイトルに「老若男女」を含むページの一覧/「老若男女」で始まるページの一覧）。 代わりにウィクショナリーのページ「老若男女」が役に立つかもしれません。 |